# Romano (escolástico)
Romano (em latim: Romanus) foi um cortesão bizantino do século VI, ativo no reinado do imperador Focas (r. 602–610). Escolástico, em data incerta participou numa conspiração frustrada arquitetada por Teodoro contra Focas. Quando os planos foram descobertos, Romano foi executado por decapitação. Os autores da PIRT sugerem que Teófanes, o Confessor faz confusão entre este indivíduo e seu homônimo que participou numa conspiração arquitetada pela imperatriz Constantina (r. 582–602).